# Ouldja Boulballout
Ouldja Boulballout (în arabă الولجة بو البلوط) este o comună din provincia Skikda, Algeria.
Populația comunei este de 4.488 de locuitori (2008).